# مذبحة سجن مدريد النموذجي

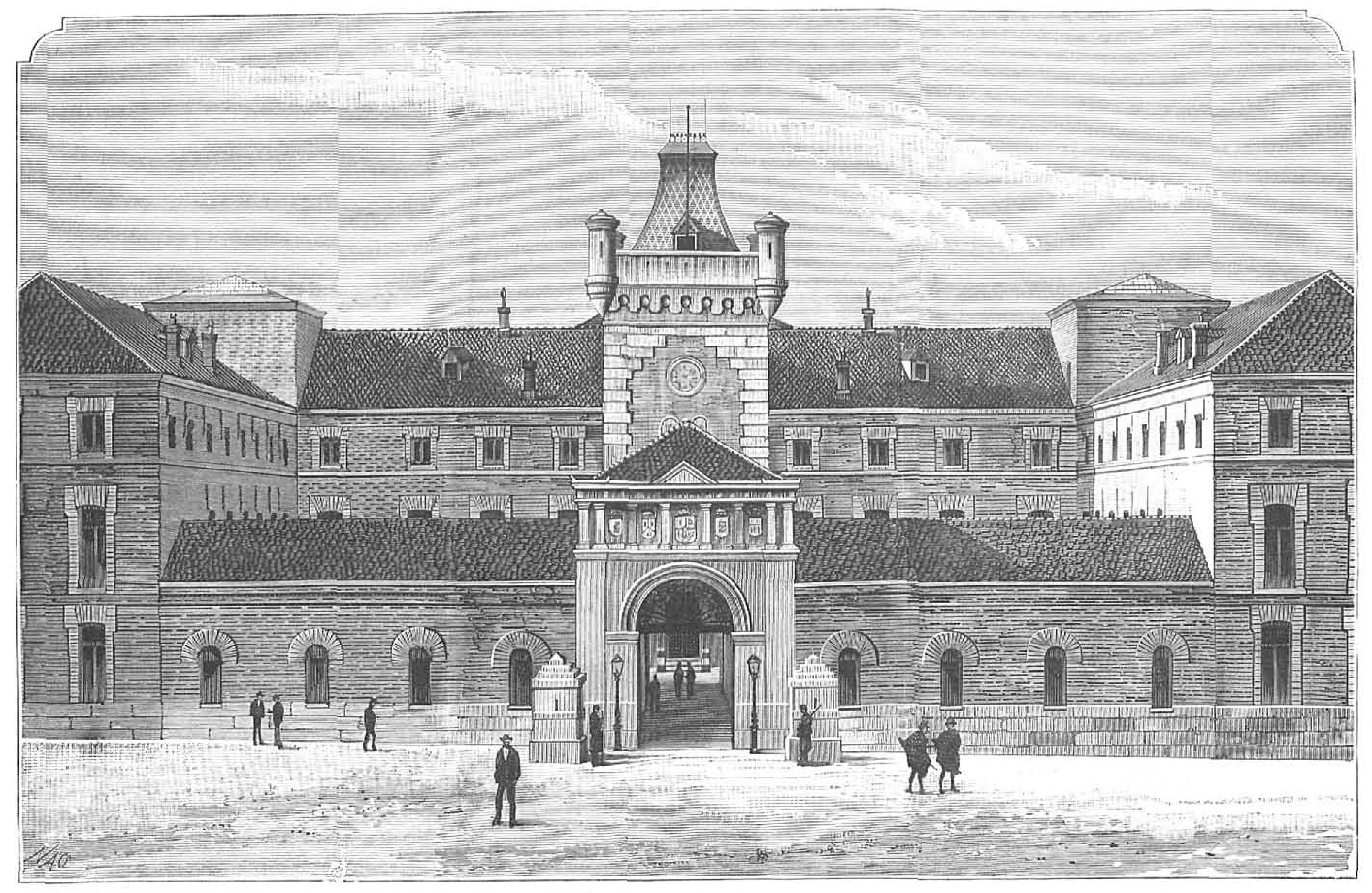
الواجهة الرئيسية للسجن النموذجي في مدريد، رسمها مانويل ناو، 30 ديسمبر 1883.

مذبحة سجن مدريد النموذجي هو حدث مأساوي وقع مع بداية الحرب الأهلية الإسبانية. فبعد ظهر يوم 22 أغسطس 1936 اندلع حريق غريب داخل السجن الذي كان يؤوي منذ بداية الحرب العديد من السجناء السياسيين والعسكريين المشتبه في كونهم من مؤيدي التمرد العسكري. فانتشرت شائعة في مدريد عن حدوث هروب من السجن، فقدمت حشود غاضبة ووقفت على أبوابه، تطالب بإعدام السجناء الفاشيين. ثم دخلت مجموعة من رجال الميليشيات الأناركية إلى السجن وسيطرت عليه، ولم تتمكن السلطات من فعل شيء، فقد أعدم في تلك الليلة حوالي ثلاثين سياسيًا وعسكريًا معروفًا كانوا رهن الاعتقال على يد رجال المليشيا.
تدهورت سمعة حكومة الجمهورية بشكل خطير، لأنها لم تتمكن من السيطرة على الحشود ومنع المذبحة، وقد ثارت احتجاجات من قبل السلك الدبلوماسي المعتمد في مدريد.

## السياق التاريخي
في 17 يوليو 1936 ثارت حامية مليلية العسكرية ضد حكومة مدريد، وهو تمرد سرعان ما امتد إلى بقية إسبانيا. في مدريد كانت هناك محاولة للانقلاب، ولكن بحلول 20 يوليو، لم يتمكن المتمردون من تحقيق النصر في مدن إسبانيا الرئيسية. مما يعني بداية الحرب الأهلية. ولكن الوضع العسكري للجمهورية لم يكن إيجابيًا جدًا. فخلال أغسطس 1936 تمكن المتمردون من تحقيق تقدم مهم في غرب الأندلس وإكستريمادورا. وفي العديد من الأماكن جرى قمع قوي ضد أنصار الجمهورية، أو ضد أولئك الذين صوتوا للجبهة الشعبية في انتخابات 4 فبراير. وخلال تقدمها نحو مدريد استولت القوات المتمردة على بطليوس بعد معركة قصيرة ولكنها دموية. ثم شنوا مجزرة بحق المدافعين عن المدينة. وتشير التقديرات إلى إعدام ما بين 1800 و4000 شخص.

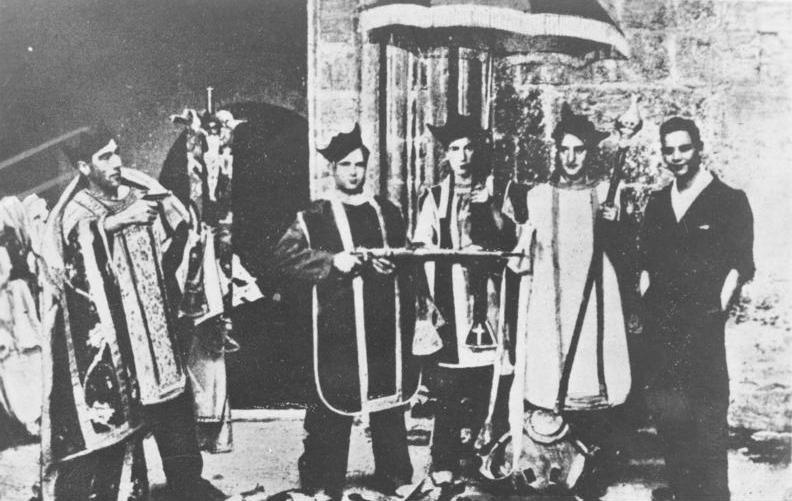
رجال الميليشيات يرتدون ملابس طقسية بعد نهب الكنيسة. مدريد 1936.

وفي مواجهة عنف الفصيل المتمرّد، اندلعت موجة من القمع الثوري في المنطقة الجمهورية ضد كل من يُعتبر فاشيًا وعدو للجمهورية والثورة. لكن السلطات الجمهورية لم تشارك في هذا القمع غير المنضبط. وبعد اندلاع الحرب الأهلية انهارت هياكل الدولة الجمهورية، ولم يكن للحكومة في كثير من الحالات وسيلة لمنع وقوع الاغتيالات غير المنضبطة في داخلها. استمر هذا الوضع في الأسابيع الأولى.
وخلال ذلك بدأ القصف الجوي الأول على مدريد. ففي 7 أغسطس وقع أول قصف جوي على العاصمة، فجرى قتل العديد من السجناء اليمينيين انتقاما. وفي 22 أغسطس قصفت قاعدة خيتافي الجوية، وبعدها بيومين تم قصف مطار كواترو فينتوس. وفي 27 أغسطس تعرضت العاصمة للقصف مرة أخرى. واستمر ذلك يومي 28 و 29 أغسطس. تعرضت وزارة الحرب نفسها لبعض الانفجارات مما أدى إلى سقوط العديد من القتلى وأضرار مادية خطيرة.
وخلال تلك المدة، أي في 20 و 21 أغسطس، جرت في مدريد مناقشة «حول بطليوس» في إشارة إلى مذبحتها الرهيبة التي وقعت في 14 أغسطس. وادعى المؤرخ فرانسيسكو إسبينوزا مايستري أن الغضب من مذبحة بطليوس قد أثر على ماجرى في السجن النموذجي.

## السجن النموذجي صيف 1936
ضم السجن النموذجي حتى قبيل اندلاع الحرب - بسبب المداهمات التي شنتها الشرطة في ربيع 1936 والتي أسفرت عن اعتقال العديد من الفالانخيين - عددًا من السجناء تجاوز بكثير الحد المسموح به وهو 1200 نزيل. وبعد اندلاع الحرب جرى العديد من الاعتقالات، وبحلول 21 يوليو -أي بعد أربعة أيام من بدء التمرد العسكري- اعتقلت الشرطة أكثر من 1000 شخص في مدريد. وفي 9 أغسطس تم سجن حوالي 1800 سجين «فاشي» في السجن النموذجي، من بينهم 400 من ضباط الجيش برتبة أعلى من النقيب و400 من الضباط المبتدئين و700 من الشخصيات أو السجناء السياسيين. ورفع بول بريستون عدد العسكريين المسجونين إلى أكثر من ألف، وقدر العدد الإجمالي للسجناء المحتجزين بحوالي 5000، وهو أعلى بكثير من الحد الطبيعي. كانت الزنازين مصممة لإيواء سجين واحد، ولكن في أغسطس 1936 أصبحت تؤوي حتى خمسة أشخاص. ومع ذلك لم يكن كل السجناء ضد إرادتهم، حيث من المفارقة أنه في سياق الأسابيع الأولى من الحرب، كان السجن واحدًا من - الأماكن الأكثر أمانا لمن يشتبه في انتمائهم أو تعاطفهم مع المتمردين.
أبقى سجن موديلو أيضًا على إدارة سجن ما قبل الحرب، مع أنستازيو مارتينيز نييتو مديرًا وتوماس دي ميغيل فروتوس نائبًا للمدير. وعلى عكس ما حدث في سجون أخرى في مدريد استمر سجن موديلو تحت سيطرة مسؤولي السجن أو حرس الاقتحام.

## مسار الأحداث

### أيام ماقبل المذبحة
اعتاد السجناء اليمينيون والعسكريون على التجمع في الأفنية والاحتفال بتقدم قوات المتمردين. وفي بعض الحالات يكيل السجناء الشباب الشتائم والشعارات الفاشية على رجال الميليشيا أثناء مرورهم. [24) ذكر رامون سيرانو سونيير أحد المحتجزين في السجن لاحقًا أن العديد من الشباب يعتقدون اعتقادًا راسخًا أن القوات المتمردة ستقوم بتحريرهم قريبًا، وكذلك الخوف من الاستفزازات المستمرة لبعض المعتقلين «السياسيين». حدث هذا بينما كان جيش إفريقيا يتقدم بعكس عقارب الساعة نحو مدريد، في سياق توتر شديد بين العديد من رجال الميليشيات الجمهوريين، الذين يعتقد أن المسجونين ينتظرون أدنى فرصة للانضمام إلى المتمردين.
في منتصف أغسطس 1936 انتشرت شائعات بأن السجناء الفلانخي يخططون من السجن للهروب. ورددت بعض الصحف في المنطقة الجمهورية خطة افتراضية لهروب المعتقلين اليمينيين، واستنكرت الامتيازات المتاحة للعديد من السجناء السياسيين (كما كان الحال مع الصحفي المتعاطف مع الفلانخي مانويل ديلغادو باريتو، الذي كان من السهولة أن ينال الزيارات). كما تم انتقاد دور بعض حرس السجون المتهمين بالتواطؤ مع السجناء اليمينيين؛ بعد نشر تلك المقالات، اختفى بعض الحرس وأُخرج آخرون من السجن و / أو احتُجزوا لاحقًا كمشتبه بهم. كل هذا لفت انتباه لجنة التحقيق العامة بالمقاطعة (CPIP)، التي قررت في 21 أغسطس إرسال مجموعتين إلى السجن لإجراء عمليات تفتيش، خاصة في مهمة تحقيق مع السجناء العسكريين واليمينيين المحتجزين هناك. وكان لديهم إذن من المدير العام للأمن مانويل مونيوز مارتينيز. استجوب أعضاء الميليشيات في لجنة التحقيق السجناء، وكانت هناك حالات قاموا فيها بسرقة أغراضهم الشخصية وأموالهم والساعات وغير ذلك.
في ليلة 18 أغسطس وصل خبر مذبحة بطليوس إلى مدريد، ونشرت قصتها في صحيفة إنفورماسيون.
في ليلة 21-22 أغسطس قصف المتمردون مدريد، وتحديداً حي Argüelles، حيث يوجد به السجن. وفي بعد ظهر اليوم التالي بينما واصلت لجنة التحقيق تفتيشها في السجن، قام مجرمون عاديون بأعمال شغب مهددين باغتيال سجناء سياسيين إن لم يفرج عنهم فورا. تحدثت معهم اللجنة ووعدتهم بالحرية إذا انضموا إلى CNT.

### الحريق والاعتداء على السجن
اندلع حريق مفاجئ في كوخ الحطب الواقع في قبو الممر الثاني للسجن، والذي يوجد به سجناء الفلانخي. وفي وسط تلك المعمعة، انطلق مدفع رشاش كانت المليشيات الأناركية قد ركبته على السطح. فوقع الرمي على السجناء: تمكن معظمهم من الاحتماء، ولكن توفي ستة على الفور وأصيب 11، بما في ذلك زعيم ومؤسس الحزب الزراعي خوسيه مارتينيز دي فيلاسكو. فانطلقت شائعات داخل مدريد أن الحريق سببه محتجزون من الفلانخي للهروب من السجن. بهذا المعنى ذكر المؤرخ باول برستون إلى احتمال أن يكون السجناء العاديون قد تسببوا في نشوب حريق في مخزن الحطب بالتواطؤ مع رجال اللجنة، وأشار أيضًا إلى أن زعيم الفلانخي خوليو رويز دي ألدا قد رشى بعض الحراس ليسمحوا له بالهروب وسط الفوضى. من جانبه اقتنع هيو توماس بمذكرة رئيس القضاة ماريانو جوميز غونزاليس الذي اعتقد أن الحريق تسبب فيه سجناء «فاشيون».
وعلى أطراف السجن بدأ حشد غاضب بالتجمع بعدما سمعوا إطلاق النيران. وخلال هذا اللغط فر العديد من حراس السجن. فدخلته أعداد كبيرة من رجال المليشيات مستغلين دخول رجال الإطفاء لإخماد النيران. وفي المقابل استغل بعض السجناء اليمينيين حالة الارتباك تلك وتمكنوا من الهروب خارج السجن.
بعد سماع ماجرى، وصل إلى المكان بعض القيادات الحكومية - مثل وزير الداخلية الجنرال سيباستيان بوزاس، والمدير العام للأمن مانويل مونيوز مارتينيز، والمدير العام للسجون، بيدرو فيلار غوميز - وبدأ الحشد المتجمع هناك يصرخ مطالبا بإطلاق سراح السجناء العاديين ويهددون بدخول السجن بالقوة لملاحقة المعتقلين اليمينيين. وأيضًا وصلت هناك ميليشيا تابعة لحزب PSOE في محاولة لمنع المزيد من الناس من الانضمام إلى الحشد الغاضب. وقد تحدث المدير العام للأمن مع رئيس مجلس الوزراء خوسيه غيرال للمطالبة بالإفراج عن السجناء العاديين، وهو ما وافق عليه غيرال على الفور. ولكن عندما عاد مونيوز إلى السجن اكتشف أن ساندوفال ورجال اللجنة قد سمحوا لحوالي 200 سجين بالفرار.
وجد مونيوز أيضًا أن لجنة مرتجلة استولت على السجن ورفضت إطلاق سراح السجناء العاديين، معتبرةً أن مثل هذا الإجراء لن يحل الوضع الخطير القائم. ونهب بعض السجناء المفرج عنهم مخزن السجن، بينما واصل رجال ساندوفال بالبحث وبدأوا بالاختيار الدقيق لأبرز المعتقلين السياسيين والعسكريين. أما من بقي من مسئولي السجن، فقد كانوا بلا حول ولا قوة لم يستطعوا أن يفعلوا شيئا أمام رجال الميليشيا وهم يراجعون سجلات السجناء.

### المذبحة
بعد هذا الوضع الذي نشأ، تقرر في الساعة السابعة من مساء ذلك اليوم إطلاق سراح السجناء العاديين. ولم يتضح بعد ماالذي يجب عمله مع السجناء السياسيين. ولكن عند تلك اللحظات قرر رجال الميليشيا الذين سيطروا على السجن تشكيل محكمة ثورية لمحاكمة أخطر سجناء اليمين. تم اختيار ما بين 24 و30 منهم، وبعد محاكمة قصيرة تم إعدامهم في قبو السجن ليلة 22-23 أغسطس.

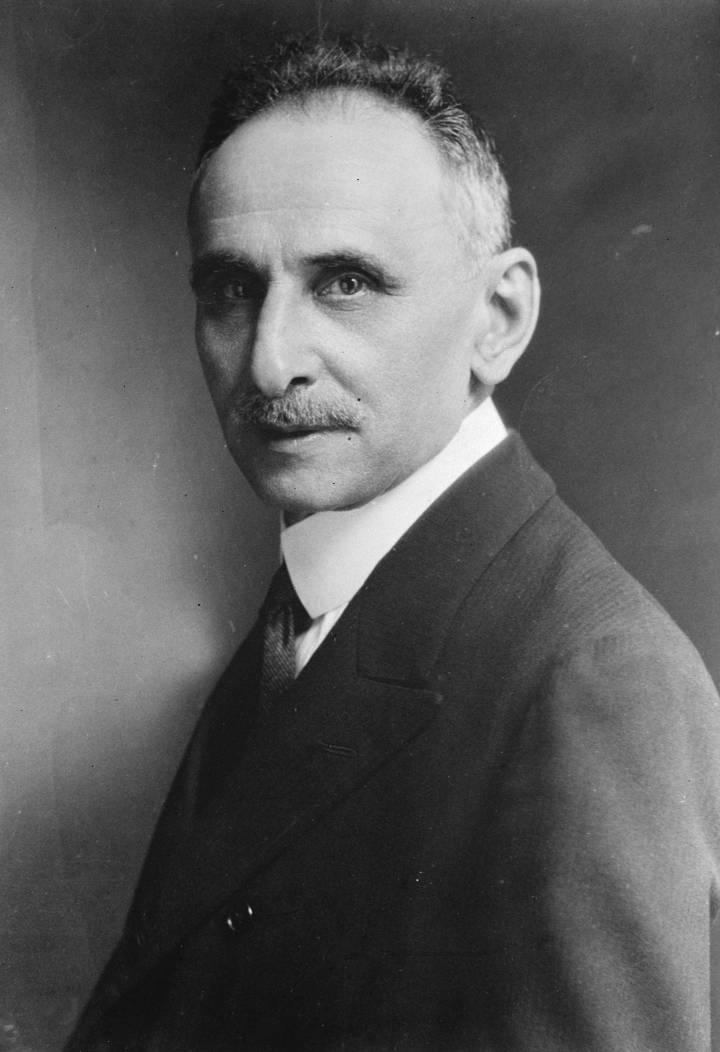
ميلكياديس ألفاريز أحد أشهر الذين أعدموا في السجن.

وكان من بينهم العديد من السياسيين «المعتدلين»: ميلكياديس ألفاريز-الرئيس السابق لمجلس النواب- ومانويل ريكو أفيلو -وزير سابق والمفوض السامي السابق لإسبانيا في المغرب- ورامون ألفاريز فالديز -وزير العدل السابق- وإلفيرو أوردياليس أوروز -المدير العام للسجون لسنة 1934-. ومن بين السجناء الفلانخي الذين أعدموا، كان خوليو رويز دي ألدا -المؤسس المشارك للفلانخي في 1933- وفرناندو بريمو دي ريفيرا رجل عسكري وشقيق المؤسس.
وأيضا من بين السجناء العسكريين الذين أعدموا، كان هناك الجنرال رافائيل فيليجاس - الرئيس النظري للتمرد العسكري في مدريد - أسفلدو كاباص -أفريقي بارز ومشتبه به لمشاركته في المؤامرة العسكرية- والطبيب والملازم خوسيه فانخول، ابن الجنرال فانخول الذي حوكم وأُعدم قبلها بأيام. وأشار خوليوس رويز إلى أنه بعد عمليات الإعدام، نقلت عشر جثث إلى المقبرة الشرقية، بينما رميت الجثث الأخرى في أرض المدينة الجامعية وفي حقول سان إيسيدرو.
خلال بقية الليل استمرت الحشود في الازدحام. وطالب عدد كبير منهم بإعدام السجناء الذين ما زالوا محتجزين. وأخيرا تمكنت مجموعة من حرس الاقتحام ومعها ميليشيات PSOE من تفريق الحشود من أمام السجن، وبعد أن بذلوا أيضًا جهودًا كبيرة لطرد الميليشيات الأناركية من ساندوفال. وقد فسرت صحافة ذلك الوقت المذبحة على أنها جائت ردًا على محاولة الأسرى «الفاشيين» الفرار، وأيضًا بأنها كانت انتقام من القصف الجوي الذي حدث سابقًا.

## العواقب
في الساعات الأولى من صباح يوم 23 أغسطس أرسلت السفارة البريطانية في مدريد تقريراً إلى حكومة لندن يشرح بالتفصيل ماحدث. وعندما ظهر الخبر في الصحافة ثارت فضيحة في ذلك، فطالب السلك الدبلوماسي الأجنبي الرئيس غيرال بوقف هذه الإعدامات خارج نطاق القضاء، وإلا سينسحب السفراء من العاصمة. وفي نهاية اليوم ذهب القائم بالأعمال البريطاني جورج أوجيلفي فوربس إلى وزارة الشؤون الخارجية وطلب من الوزير وضع حد لعمليات الإعدام. واعترف الوزير أوغوستو بارسيا ترييس وهو «على وشك البكاء» بعجز الحكومة من مواجهة الوضع الذي جرى في السجن النموذجي. بكى خوسيه غيرال نفسه عندما علم بما حدث.
قام الزعيم الاشتراكي إنداليسيو برييتو بزيارة السجن بعد تنفيذ الإعدامات وأمام المشهد الذي رآه قال لرئيس ميليشيا السجن: إن وحشية ما حدث هنا لا تعني إلا أننا بهذا المنظر فقدنا الحرب. وعندما زارها سيبريانو ريفاس صهر الرئيس مانويل أثانيا في 24 أغسطس، صدمته الأخبار. وعلق قائلا:«لقد قتلوا ملكياديس! ليس هذا ليس هذا! الدم يثير اشمئزازي، إنه سيغرقنا جميعًا». حتى أن أثانيا فكر في الاستقالة من منصبه.
على الرغم من صعوبة تحديد المسؤوليات الفردية، انتقد المؤرخ هيو توماس الدور السلبي الذي لعبه مونيوز مارتينيز المدير العام للأمن. ومن جانبها قامت حكومة الجمهورية -في مواجهة حالة الفلتان وجرائم القتل غير المنضبطة التي نشأت في منطقة الجمهورية- بعد ليلة المجزرة في السجن النموذجي، بإنشاء ماسمى بـ «المحاكم الخاصة ضد التمرد والفتنة والجرائم ضد أمن الدولة» والتي عرفت بعدها باسم «المحاكم الشعبية». وتألفت تلك الهيئات القضائية الجديدة من أربعة عشر مندوبًا من الجبهة الشعبية وCNT، بالإضافة إلى ثلاثة أعضاء من الهيئة القضائية التقليدية. كان من المتوقع أن تقوم محاكم الشعب بقمع التجاوزات الثورية وتقديم ضمانات قضائية معينة على الأقل للمتهمين. على الرغم من أن الوضع كان يميل إلى الاستقرار، إلا أن عمليات الإعدام غير المنضبطة استمرت لبعض الوقت.

## ملاحظة
1. ↑  كان هذا هو حال سياسيين مثل ميلكياديس ألفاريز ومانويل ريكو أفيلو، الذين احتُجزوا لضمان سلامتهم.[21]
2. ↑  أحد الحرس الذين ذكرتهم الصحافة كان خوان باتيستا، الذي شارك بالفعل في تهريب المليونير خوان مارش سنة 1933.[26].
3. ↑  على الرغم من البحث عن الأسلحة النارية، إلا أنه بدا أن الفوضويين وجدوا فقط الأشياء المصنوعة يدويًا للدفاع عن النفس.
4. ↑  ومع ذلك أخر جوليوس رويز القصف الأول حتى 27-28 أغسطس واستبعد أن يكون له أي تأثير.[18].